# 赵辰昕
赵辰昕（1969年9月—），男，汉族，河北饶阳人，中国共产党党员，中华人民共和国政治人物。应用经济学博士后、北京大学，法学博士学位。现任中共河北省委常委、河北省政府党组副书记、河北省人民政府常务副省长。

## 生平
长期在中华人民共和国国家发展和改革委员会工作，曾任诸城市委组织部干部，中共中央办公厅秘书局文书通信处、综合调研处助理调研员、副处长、正处级干部，国家经济体制改革委员会办公厅值班室、培训处干部，国家发展改革委直属机关党委宣传部长，直属机关党委副巡视员，副书记，国家发展改革委研究室副主任兼国家发展改革委新闻发言人，国家发展改革委经济运行调节局局长，国家发展改革委副秘书长。
2020年9月，任国家发展改革委党组成员、秘书长。
2022年4月，任国家发展改革委党组成员、副主任。
2025年5月，任中共河北省委常委，河北省政府党组副书记、河北省人民政府常务副省长。
是中国共产党第二十次全国代表大会代表（中央和国家机关）。